# Praktisk teologi
Praktisk teologi är en teologisk disciplin. Som akademiskt ämne i Sverige benämns det även kyrkovetenskap.
Den praktiska teologin studerar kyrkans verksamhet i historia och nutid. Det gäller gudstjänsten, predikan, undervisningen, själavården eller diakonin, men också hur människor ger uttryck för den kristna tron tillsammans med andra. Den speciella del därav som psalmhistorien utgör studeras i hymnologin. 
Gudstjänstlivet och liturgiken är ett av ämnets viktigaste delområden. Predikan förr och nu såsom faktisk företeelse och de teorier som har framställts om den är föremål för undersökning inom homiletiken.
Särskilt nutidsorienterade är studierna rörande församlingsarbete och diakoni samt själavård, där speciellt den enskilda människans, men också gruppens vitala problem dryftas.

## Etymologi
Theologie är fornfranska från 1300-talet i betydelsen filosofiskt förhållningssätt till den Kristna doktrinen. Från latinets theologia, en redovisning av gudarna, från theologos, en diskurs om gudarna/gudinnorna. Theos betyder gud eller gudinna och -logos behandling av, diskurs.